# Município Matala
Município Matala är en kommun i Angola.   Den ligger i provinsen Huíla, i den sydvästra delen av landet, 700 km söder om huvudstaden Luanda. Antalet invånare är 222 880.
Omgivningarna runt Município Matala är huvudsakligen savann. Runt Município Matala är det glesbefolkat, med 16 invånare per kvadratkilometer.